# Complexidade cúbica

## Definição
Representada por O(n3). Complexidade  algorítmica tipicamente usada em multiplicações de matrizes. Úteis apenas para problemas pequenos.